# Hỗn thiên nghi

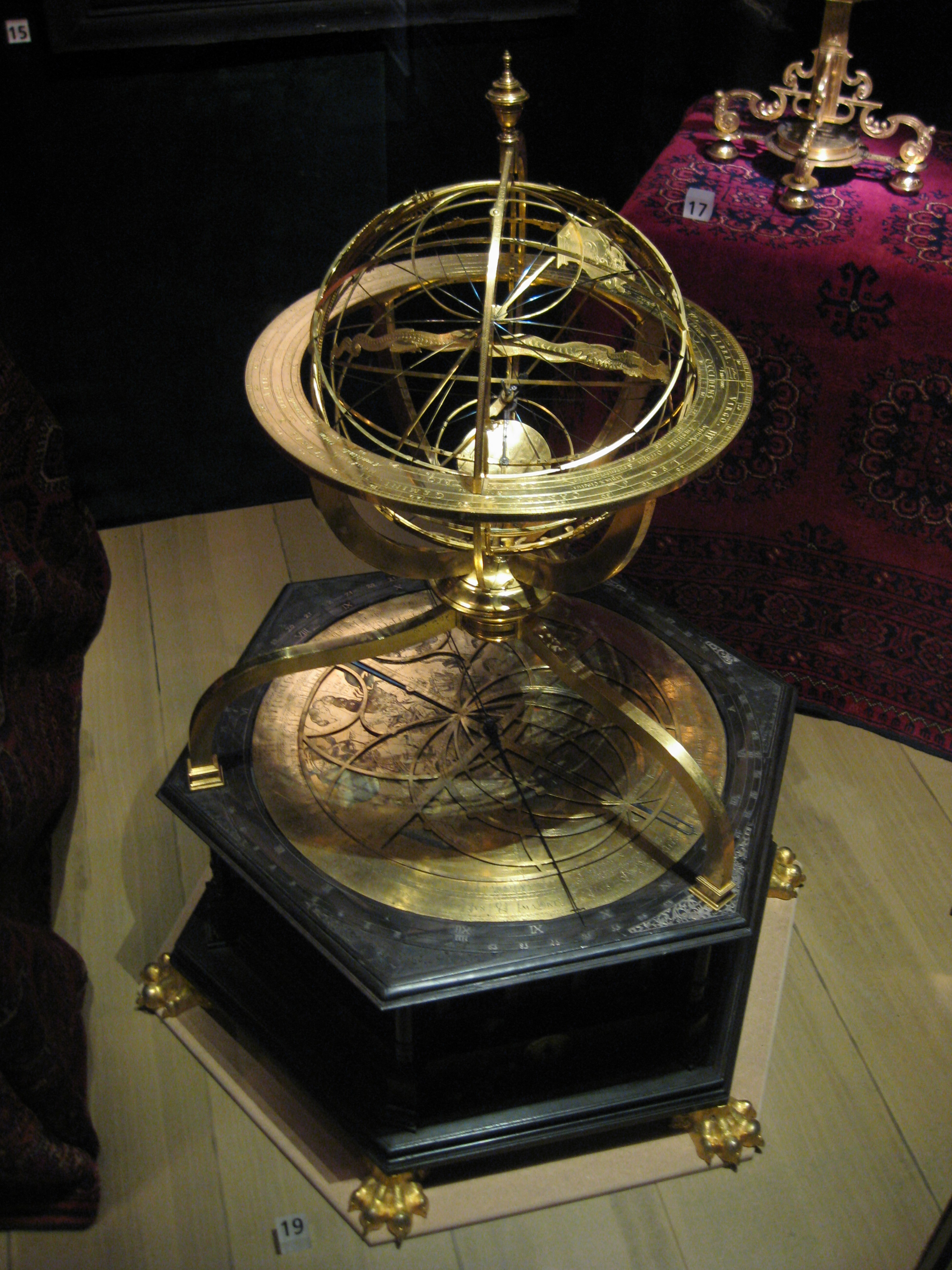
Hỗn thiên nghi cùng với đồng hồ thiên văn, được chế tạo năm 1585 tại Kassel, hiện trưng bày ở bảo tàng Nordiska Museet ở Stockholm.

Hỗn thiên nghi (渾天儀), Hỗn thiên cầu (渾天球) hoặc Hoàn hình cầu nghi (環形球儀), trong tiếng Anh gọi là armillary sphere, là một thiết bị thể hiện các vật thể trên bầu trời (tức trên thiên cầu), lấy Trái Đất hoặc Mặt Trời làm trung tâm, bao gồm các đường (vòng) tượng trưng cho kinh độ trời (xích kinh) và vĩ độ trời (xích vĩ) cùng các đặc điểm thiên văn quan trọng khác, chẳng hạn như đường hoàng đạo. Và như vậy thì thiết bị này khác thiên cầu - tức một quả cầu phẳng được dùng để thể hiện bản đồ các chòm sao. Hỗn thiên nghi được phát minh độc lập tại Hy Lạp cổ và Trung Hoa cổ đại, về sau này được sử dụng ở thế giới Hồi giáo và châu Âu thời trung cổ.
Nếu lấy Trái Đất làm tâm, thiết bị hỗn thiên nghi đó được gọi là hệ Địa tâm (Ptolemaic). Còn nếu lấy Mặt trời làm trung tâm, hỗn thiên nghi được gọi là hệ Nhật tâm (Copernican).

## Lịch sử

### Việt Nam
Nhà thiên văn Đặng Lộ, làm quan dưới thời Trần Minh Tông và Trần Hiến Tông, được xem như nhà khoa học thực nghiệm ra đời sớm nhất của Việt Nam vào thời phong kiến. Qua nhiều năm mày mò nghiên cứu, thử nghiệm, ông đã chế tạo thành công một dụng cụ dùng xem thiên văn gọi là "Linh lung nghi" mục đích để đo đạc, xác định vị trí các sao, độ lệch của quỹ đạo mặt trời và Mặt Trăng so với xích đạo qua các tháng trong một năm và liên tục trong nhiều năm.
Sử sách đương thời đã đánh giá dụng cụ xem thiên văn của ông như sau: "Linh Lung Nghi khảo nghiệm khí tượng trên trời không việc gì là không đúng"..Dụng cụ do ông chế ra gồm có một quả cầu ở giữa, bao quanh bởi nhiều vòng. Dụng cụ "rất kỹ xảo" vì khi dùng khảo nghiệm thiên tượng đều đúng cả. Qua nhiều năm nghiên cứu về lịch và thiên văn, mùa xuân năm 1339, ông nhận thấy "Tên lịch từ trước đến nay đều gọi là lịch Thủ thì", có khá nhiều bất hợp lý và sau đó ông quyết định tâu với vua Trần Hiến Tông xin đổi là lịch Hiệp kỷ, liền được vua chuẩn y. Những công trình nghiên cứu công phu về thiên văn của Đặng Lộ đã giúp ích cho việc tính toán, chia thời vụ trong sản xuất nông nghiệp và đắp đê phòng chống lũ lụt mà đương thời các vua nhà Trần rất quan tâm.

### Triều Tiên & Hàn Quốc
Những ý tưởng về thiên văn học và dụng cụ thiên văn của Trung Quốc đã được du nhập vào Triều Tiên, nơi biến các ý tưởng này thành những cải tiến sâu sắc hơn. Vua Triều Tiên Thế Tông lệnh cho Tưởng Anh Thực, một nhà sáng chế người Triều Tiên, chế tạo một hỗn thiên nghi.Thiết bị Hỗn thiên nghi (혼천의, Honcheonui) này hoàn thành năm 1433.
Hỗn thiên thời kế (혼천시계, Honcheonsigye) là một hỗn thiên nghi hoạt động theo cơ chế đồng hồ, được chế tạo bởi nhà thiên văn Triều Tiên Tống Dĩ Dĩnh (宋以穎, Song I-Yeong). Đó là chiếc đồng hồ thiên văn duy nhất còn sót lại từ thời Đại Triều Tiên Quốc. Cách thức hoạt động của hỗn thiên nghi này kế thừa cơ chế của hỗn thiên nghi (Hỗn Nghi 渾儀, 1435), thiên cầu (Hỗn tượng 渾象, 1435) và đồng hồ nước (Ngọc Lậu 玉 漏, 1438) thời Thế Tông. Cơ chế như vậy tương tự như hỗn thiên nghi của Thôi Du Chi (최유지 | 崔攸之, 1603~1673), chế tạo năm 1657.

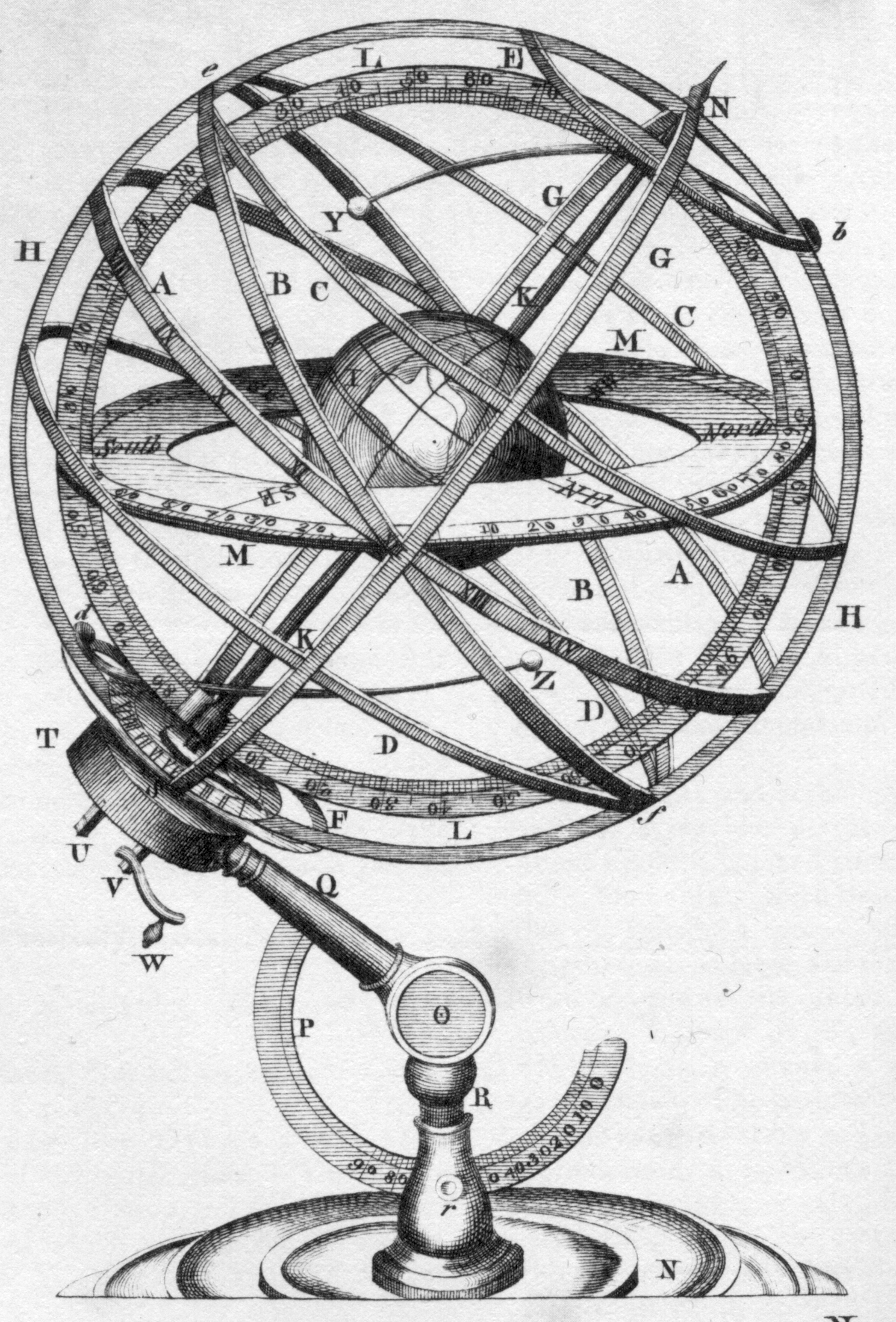
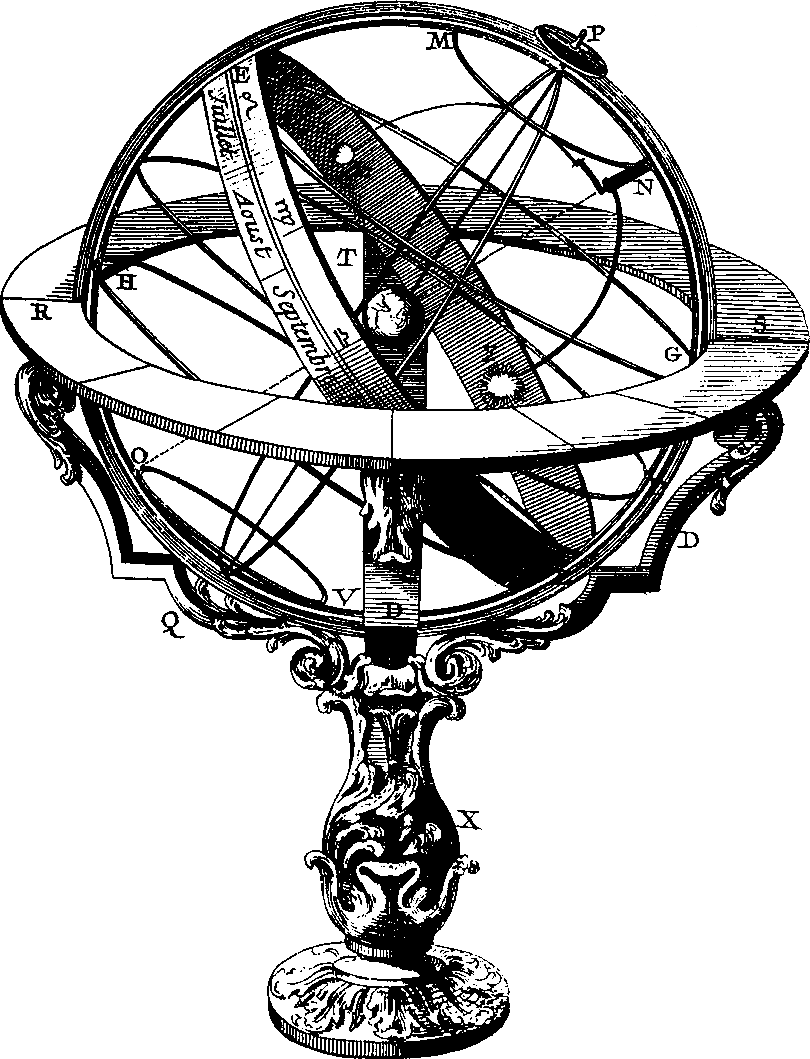
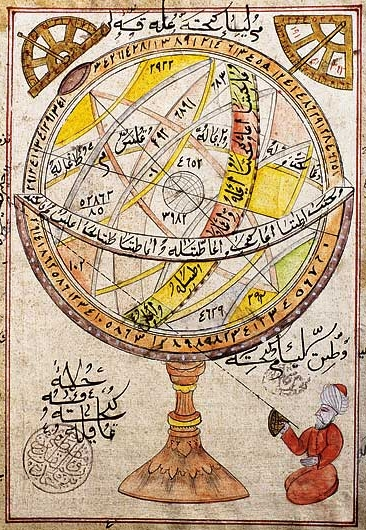
Thế kỷ 16
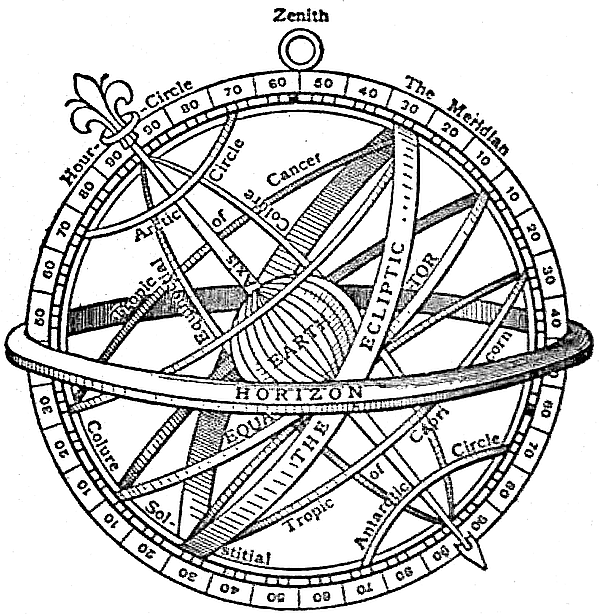
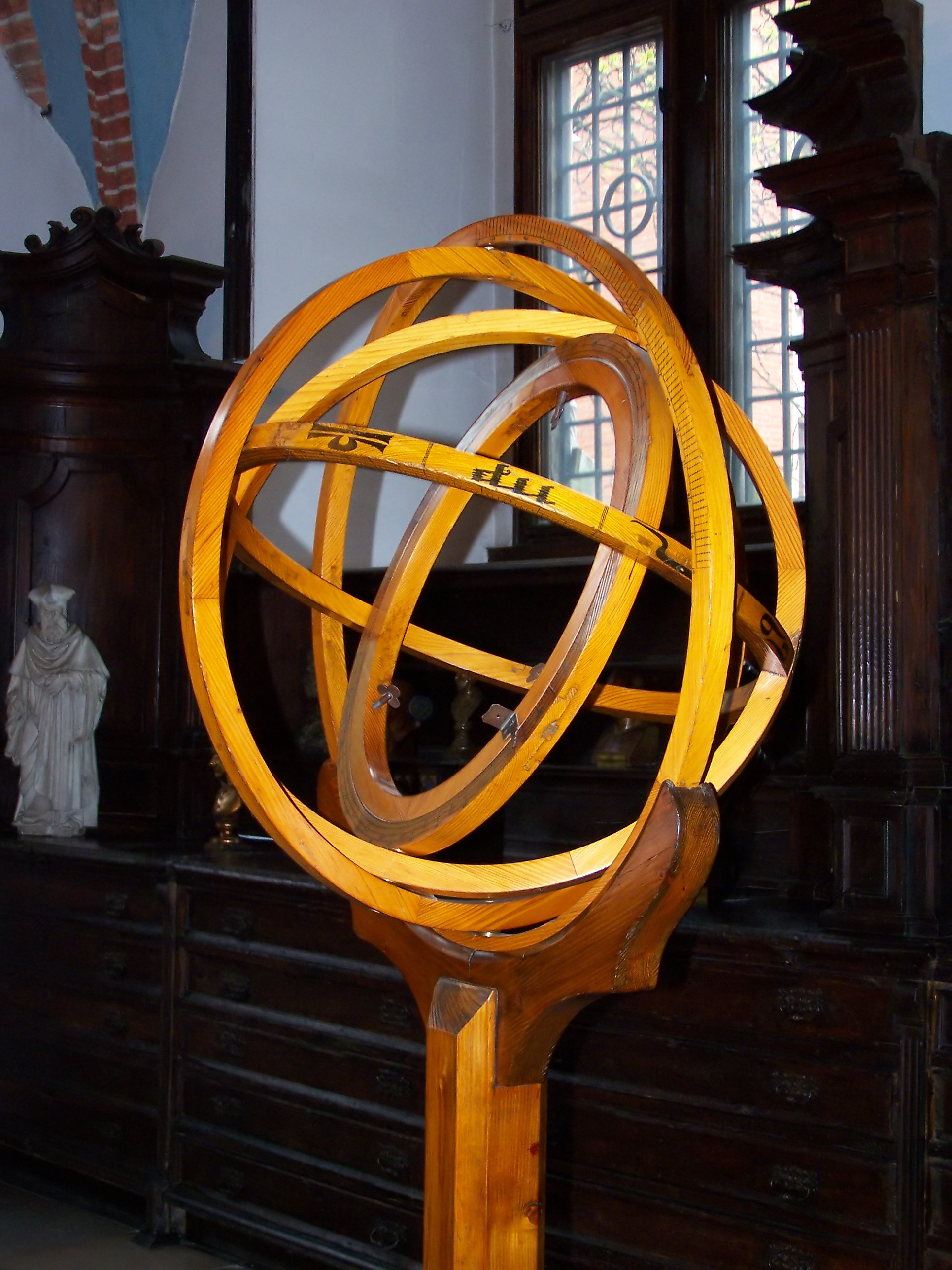